# Jarabá skala (Vtáčnik)
Jarabá skala je horský vrchol v hlavním hřebeni pohoří Vtáčnik o nadmořské výšce 1169 m. Nachází se v centrální části pohoří, nad obcí Podhradie. Severně leží Orlí kameň (1126.1 m), Jižně Hrebienky (1186.9 m).
Vrchol pokrývá smíšený les a prochází jím hranice Chráněné krajinné oblasti Ponitří.

## Přístup
- Po  značce
  - Po hřebeni z Tri chotáre (Vtáčnik) (1144 m)
  - Po hřebeni z Orlího kamene (1126.1 m)
- Po  značce z Podhradie